# Irena Gumowska
Irena Gumowska-Dąbrowska (ur. 2 października 1912 w Krakowie, zm. 27 września 1991) – polska dziennikarka, publicystka. Córka profesora Mariana Gumowskiego (1881–1974).
Była autorką licznych poradników kulinarnych, artykułów prasowych i audycji telewizyjnych.
Była propagatorką zdrowego żywienia oraz savoir-vivre’u.

## Publikacje
- ABC dobrego wychowania, Państwowe Wydawnictwo Wiedza Powszechna, Warszawa 1958
- Bądź zdrów, smacznego: O odżywczych i leczniczych właściwościach roślin, Wydawnictwo Watra, Warszawa 1984, wyd. III, oprawa twarda, 144 str.
- Cztery pory roku w gospodarstwie domowym, Wydawnictwo Przemysłu Lekkiego i Spożywczego, Warszawa 1967
- Czy wiesz, co jesz?, Świat Książki, Warszawa 1996, ISBN 83-7129-909-5
- Deptane po drodze, Wydawnictwo PTTK „Kraj”, Warszawa 1989, ISBN 83-7005-169-3
- Dom bez tajemnic, Wydawnictwo Alfa, Warszawa 1990
- Dookoła stołu, Wydawnictwo Watra, Warszawa 1981, ISBN 83-225-0086-6
- Dziesięć przykazań prawidłowego żywienia, Wydawnictwo Watra, Warszawa 1988, ISBN 83-225-0150-1
- Elementarz gotowania, Wydawnictwo Watra, Warszawa 1989, ISBN 83-225-0194-3
- Jak się zachować żeby nie chorować, Wydawnictwo Radiestezyjne, Bydgoszcz 1990, ISBN 83-85180-00-1
- Księga nastolatków
- Kuchnia i medycyna (razem z Julianem Aleksandrowiczem)
- Kuchnia pod chmurką, Wydawnictwo PTTK „Kraj”, Warszawa 1986, wyd. II
- Kukurydza zdobywa świat, Ludowa Spółdzielnia Wydawnicza, Warszawa 1956
- Kultura życia społecznego, Towarzystwo Krzewienia Wiedzy Praktycznej, Poznań 1966
- Leśne skarby, Wydawnictwo PTTK „Kraj”, Warszawa 1987, ISBN 83-7005-094-8
- My i nasz dom: z kultury życia codziennego (wyd. IV 1957)
- Na co dzień i od święta, Instytut Prasy i Wydawnictw „Novum”, Warszawa 1986 (Biblioteczka „Za i Przeciw”)
- Nie daj się chorobie, Orgpost, Warszawa 1989
- Obiad w pół godziny, Wydawnictwo Watra, Warszawa 1980, ISBN 83-225-0007-6
- Od ananasa do ziemniaka, Wydawnictwo Związkowe CRZZ, Warszawa 1970
- Odżywianie dorosłych, Wydawnictwo Watra, Warszawa 1989, ISBN 83-225-0279-6
- Odżywianie ludzi starszych, Wydawnictwo Watra, Warszawa 1988, ISBN 83-225-0196-X
- Owoce dziko rosnące, Wydawnictwo Watra, Warszawa 1984, ISBN 83-225-0134-X
- Owoce z lasów i pól, Wydawnictwo Watra, Warszawa 1985, ISBN 83-225-0111-0
- Pożywienie twoim lekarstwem, Agencja Wydawnicza COMES, Warszawa 1994, ISBN 83-85486-33-X
- Pszczoły i ludzie, Wydawnictwo „Watra”, Warszawa 1986, wyd. III
- Ratuj swoje zdrowie, Agencja Wydawnicza COMES, Warszawa 1992
- Savoir vivre dla sprzedawców, Zakład Wydawnictw Centrali Rolniczej Spółdzielni, Warszawa 1964
- Słońce w słoikach, Wydawnictwo Watra, Warszawa 1989, wyd. II, ISBN 83-225-0228-1
- Sztuka życia, Towarzystwo Wiedzy Powszechnej, Warszawa 1967
- Te wspaniałe dyniowate: 85 przepisów, Prószyński i S-ka, Warszawa 1993
- Uprzejmy milicjant, Oddział Szkoleniowy Komendy Głównej Milicji Obywatelskiej, Warszawa 1964 (razem z Janem Kapicą)
- Uzdrawiający czosnek, Agencja Wydawnicza Ad Oculos, Warszawa Radom 2009, ISBN 978-83-7613-092-7
- Uzdrawiające kuracje, Agencja Wydawnicza COMES, Warszawa 1993, ISBN 83-85486-12-7
- W pracowniach urodzaju (1954)
- Warzywa w naszej kuchni, Młodzieżowa Agencja Wydawnicza, Warszawa 1982
- Wenus i atleta, Wydawnictwo Alfa, Warszawa 1990, ISBN 83-7001-253-1
- Wenus z patelnią : Jak się odżywiać?, Wydawnictwo Przemysłu Lekkiego i Spożywczego, Warszawa 1961 (wyd. 2), Instytut Wydawniczy Związków Zawodowych, Warszawa 1988 (wyd.4) ISBN 83-202-0416-X, ilustracje Gwidon Miklaszewski
- Wszystkie pary tańczą : nowoczesne tańce towarzyskie, Wydawnictwo Związkowe Centralnej Rady Związków Zawodowych, Warszawa 1966 (razem z Krystyną Moll)
- Ziemia żyje, Wydawnictwo „Wiedza Powszechna”, Warszawa 1954 (wyd. II 1955)
- Ziółka i my, Wydawnictwo PTTK „Kraj”, Warszawa 1985, wyd. III, ISBN 83-7005-089-1
- Z Ireną Gumowską rozmowy przy stole, Wydawnictwo Watra, Warszawa 1990, ISBN 83-225-0301-6 (razem z Wandą Strzałkowską)
- Życie bez starości, Wiedza Powszechna, Warszawa 1962, 230 str.